# Hainich

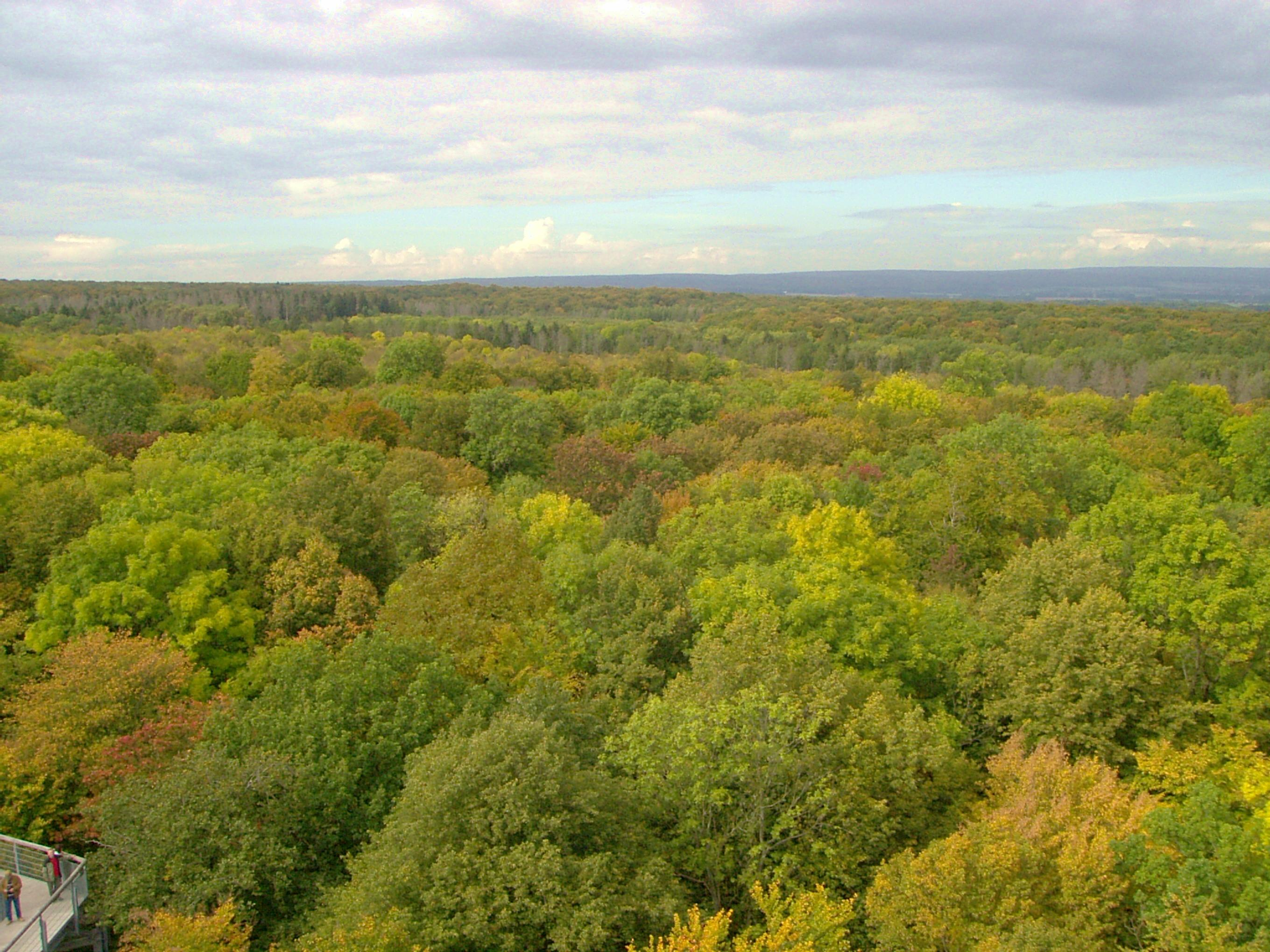
Le Hainich vu du sud-est.

Le Hainich est un ensemble de collines situé en Thuringe.
Avec une surface totale d'environ 16 000 hectares, c'est le plus important massif forestier de feuillus allemand. À l'intérieur d'un triangle formé par les villes de Eisenach, Mühlhausen et Bad Langensalza, le Hainich se situe au centre de l'Allemagne. D'un point de vue géologique il s'agit d'une chaîne de collines formée de calcaire coquillier.
Son point le plus élevé est l’Alte Berg à 494 mètres.
Dans le Hainich se trouve une grande variété de hêtraies, dans lesquelles on trouve également à côté des hêtres d'autres arbres typiques de l'Europe centrale comme des frênes, des érables, des tilleuls et de rares alisiers torminaux.
Le parc national du Hainich a été créé le 31 décembre 1997 ; il est le treizième parc national allemand. Sa superficie est de 7610 hectares. Son but est de permettre le développement d'une forêt primitive au centre de l'Allemagne.

## Source
- (de) Cet article est partiellement ou en totalité issu de l’article de Wikipédia en allemand intitulé « Hainich » (voir la liste des auteurs).